# U-821
| U-821                      | U-821                                                          | U-821                                                          |
| -------------------------- | -------------------------------------------------------------- | -------------------------------------------------------------- |
|                            |                                                                |                                                                |
|                            |                                                                |                                                                |
|                            |                                                                |                                                                |
| Під прапором               | Третій рейх                                                    | Третій рейх                                                    |
| Спуск на воду              | 26 червня 1943 року                                            | 26 червня 1943 року                                            |
| Виведений зі складу флоту  | 10 червня 1944 року                                            | 10 червня 1944 року                                            |
| Сучасний статус            | затоплений                                                     | затоплений                                                     |
| Проєкт                     |                                                                |                                                                |
| Тип ПЧ                     | Торпедний ДПЧ                                                  | Торпедний ДПЧ                                                  |
| Основні характеристики     |                                                                |                                                                |
| Швидкість (надводна)       | 17,7 вузлів                                                    | 17,7 вузлів                                                    |
| Швидкість (підводна)       | 7,6 вузлів                                                     | 7,6 вузлів                                                     |
| Робоча глибина занурення   | 100 м                                                          | 100 м                                                          |
| Гранична глибина занурення | 220 м                                                          | 220 м                                                          |
| Екіпаж                     | 44 осіб                                                        | 44 осіб                                                        |
| Розміри                    |                                                                |                                                                |
| Довжина найбільша (по КВЛ) | 67,1 м                                                         | 67,1 м                                                         |
| Ширина корпусу найб.       | 6,2 м                                                          | 6,2 м                                                          |
| Висота                     | 9,6 м                                                          | 9,6 м                                                          |
| Середня осадка (по КВЛ)    | 4,70 м                                                         | 4,70 м                                                         |
| Водотоннажність надводна   | 769 т                                                          | 769 т                                                          |
| Озброєння                  |                                                                |                                                                |
| Артилерія                  | одна палубна гармата калібру 88-мм, одна 20-мм зенітна гармата | одна палубна гармата калібру 88-мм, одна 20-мм зенітна гармата |
| Торпедно- мінне озброєння  | 4 носових і один кормовий ТА. 14 торпед або 26 мін             | 4 носових і один кормовий ТА. 14 торпед або 26 мін             |

U-821 — німецький підводний човен типу VIIC, часів Другої світової війни.
Замовлення на будівництво човна було віддане 20 січня 1941 року. Човен був закладений на верфі суднобудівної компанії «Oderwerke AG» у Щецині 2 жовтня 1941 року під будівельним номером 821, спущений на воду 26 червня 1943 року, 11 жовтня 1943 року увійшов до складу 4-ї флотилії. Також за час служби входив до складу 24-ї та 1-ї флотилій.
Човен зробив 2 бойових походи, в яких не потопив та не пошкодив жодного судна.
Потоплений 11 червня 1944 року в Біскайській затоці західніше Бреста (48°31′ пн. ш. 05°11′ зх. д. / 48.517° пн. ш. 5.183° зх. д.) глибинними бомбами британського бомбардувальника «Ліберейтор» і чотирьох бомбардувальників «Москіто». 50 членів екіпажу загинули, 1 врятований.

## Командири
- Лейтенант-цур-зее Людвіг Фабріціус (11 жовтня — 1 грудня 1943)
- Оберлейтенант-цур-зее Ернст Фішер (2-31 грудня 1943)
- Оберлейтенант-цур-зее Ульріх Кнакфусс (1 січня — 10 червня 1944)